# (7015) Schopenhauer
(7015) Schopenhauer (1990 QC8) – planetoida z pasa głównego asteroid okrążająca Słońce w ciągu 3,55 lat w średniej odległości 2,32 j.a. Odkryta 16 sierpnia 1990 roku.